# Petäjäsaari (ö i Finland, Norra Österbotten, Koillismaa, lat 65,73, long 29,38)
Petäjäsaari är en ö i Finland. Den ligger i sjön Raakunjärvi och i kommunen Kuusamo i den ekonomiska regionen  Koillismaa ekonomiska region  och landskapet Norra Österbotten, i den nordöstra delen av landet, 600 km norr om huvudstaden Helsingfors. Öns area är 0,1 hektar och dess största längd är 50 meter i öst-västlig riktning.